# جي. ألين باربر
جي. ألين باربر هو محامي وسياسي أمريكي، ولد في 17 يناير 1809 في جورجيا في الولايات المتحدة، وتوفي في 17 يونيو 1881 في لانكستر في الولايات المتحدة. نشط حزبياً في الحزب الجمهوري. وقد انتخب عضو جمعية ولاية ويسكونسن ‏ وانتخب عضو مجلس ولاية ويسكونسن ‏ وانتخب عضو مجلس النواب الأمريكي ‏.